# Siegfried Kilian

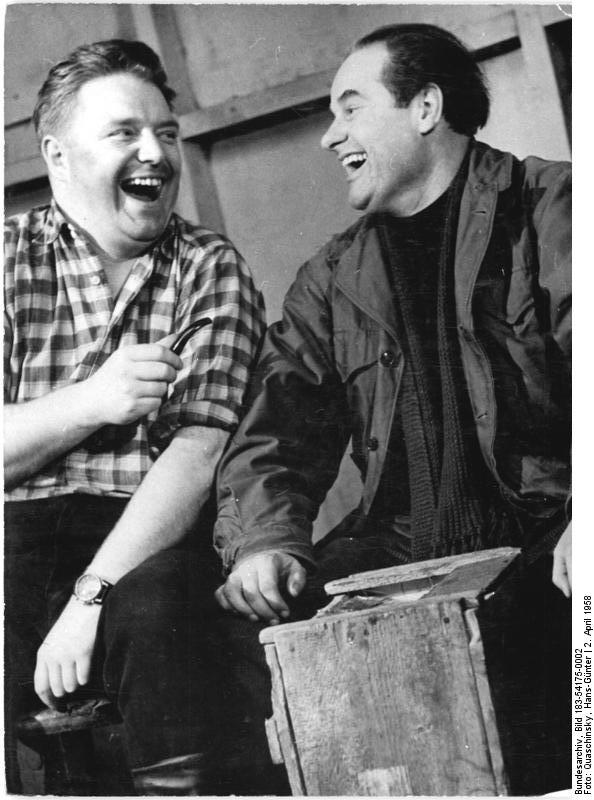
Siegfried Kilian (links) bei einer Aufführung 1958

Siegfried Kilian (* 6. November 1928 in Berlin; † 27. September 1983 ebenda) war ein deutscher Schauspieler, der vor allem durch seine Filmrollen in Film- und Fernsehproduktionen der DEFA und des DFF Bekanntheit erlangte. Nebenbei war er noch Synchronsprecher und Theaterdarsteller am Berliner Ensemble.

## Leben und Werk
Nach seiner Schauspielausbildung sammelte Kilian erste Bühnenerfahrung an diversen Bühnen, ehe er 1958 ein Engagement am Berliner Ensemble erhielt, dem er 25 Jahre angehörte. Parallel zu seiner Tätigkeit beim Theater arbeitete er seit 1956 auch in Film- und Fernsehproduktionen der DEFA und des DFF sowie als Synchronsprecher für Juri Jakowlew in Anna Karenina (1967).

## Filmografie (Auswahl)
- 1956: Der Hauptmann von Köln
- 1959: Weimarer Pitaval: Der Fall Harry Domela (Fernsehreihe)
- 1960: Tanzmädchen für Istanbul
- 1962: Josef und alle seine Brüder (Fernsehfilm)
- 1962: Freispruch mangels Beweises
- 1962: Die Nacht an der Autobahn (Fernsehfilm)
- 1962: Die Jagd nach dem Stiefel
- 1962: Ach, du fröhliche …
- 1963: Verliebt und vorbestraft
- 1963: Jetzt und in der Stunde meines Todes
- 1964: Das blaue Zimmer
- 1964: Peterle und die Weihnachtsgans Auguste
- 1964: Egon und das achte Weltwunder (Fernsehfilm)
- 1966: Die Tage der Commune (Theateraufzeichnung)
- 1968: Der Staatsanwalt hat das Wort: Strafsache Anker (TV-Reihe)
- 1968: Stunde des Skorpions
- 1970: Der Staatsanwalt hat das Wort: Strafversetzt (TV-Reihe)
- 1971: Der kleine und der große Klaus
- 1973: Der Staatsanwalt hat das Wort: Wunder dauern etwas länger (TV-Reihe)
- 1974: Kit & Co – Lockruf des Goldes
- 1974: Der aufhaltsame Aufstieg des Arturo Ui (Theateraufzeichnung)
- 1974: Das Schilfrohr (Fernsehfilm)
- 1980: Gevatter Tod
- 1983: Martin Luther (Fernsehfilm)

## Theater
- 1970: Bertolt Brecht: Die Dreigroschenoper (Tiger-Brown) – Regie: Werner Hecht/Wolfgang Pintzka (Berliner Ensemble)
- 1979: Paul Gratzik: Lisa – Regie: Hella Müller (Berliner Ensemble – Probebühne)

## Hörspiele
- 1971: Bertolt Brecht: Die Tage der Commune (Beleibter Herr/Geistlicher) – Regie: Manfred Wekwerth/Joachim Tenschert (Hörspiel – Litera)